# هونگکیاو
هونگکیاو (انگلیسی: Hongqiao) شرکت آلومینیوم چینی است، که به‌عنوان بزرگترین تولیدکننده آلومینیوم جهان شناخته می‌شود. این شرکت در زمینه تولید آلومینیوم و تولید برق فعالیت می‌کند.
شرکت آلومینیوم چین در سال ۱۹۹۴ توسط ژانگ شیپینگ تأسیس شد و در حال حاضر با ظرفیت تولید ۵٫۲ میلیون تن در سال، بزرگترین تولیدکننده آلومینیوم در جهان می‌باشد.
دفتر مرکزی این شرکت در شهر بینژو، شاندونگ قرار دارد و بخشی از سهام آن در بازار بورس اوراق بهادار هنگ کنگ معامله می‌شود.